# Joseph Louis François Bertrand
Joseph Louis François Bertrand (París, 11 de marzo de 1822 - 5 de abril de 1900) fue un matemático y economista francés que trabajó en los campos de la teoría de los números, geometría diferencial, cálculo de probabilidades y termodinámica.

## Biografía
Fue profesor en la École Polytechnique y el Collège de France, donde se graduó como ingeniero de minas. También fue miembro de la Academia de las Ciencias francesa, de la que ocupó el cargo de secretario permanente durante 26 años (1856-1874). En 1845 postuló que había al menos un número primo entre n y (2n-2) para todo n > 3. Pafnuti Chebyshov demostró esta conjetura, actualmente llamada postulado de Bertrand, en 1850. También es famoso por una paradoja en el campo de la probabilidad, conocida como la paradoja de Bertrand. 
También realizó aportaciones en el terreno de la economía. En 1883 publicó una crítica al libro Théorie mathématique de la richesse sociale de Léon Walras, en la que rebatía el proceso de tâtonement, argumentando que en la realidad se producen intercambios en situaciones de desequilibrio, razón por la cual cabe considerar la existencia de la indeterminación en los precios. También rebatió el principio de maximización de la utilidad con el argumento de que los comerciantes en realidad están interesados principalmente en los beneficios monetarios, no en la utilidad. 
En 1883 también revisó la teoría de los oligopolios de Antoine Augustin Cournot, considerando que el procedimiento algebraico que utilizó era erróneo. Observó que en el mundo real los duopolistas compiten en precios en vez de en cantidades, y dedujo un precio final de equilibrio próximo al de la competencia perfecta.

## Obras
- Traité élémentaire d’algèbre, 1851
- Traité de calcul différentiel et de calcul intégral, 1864-70,
- Rapport sur les progrès les plus récents de l’analyse mathématique, 1867
- Théorie des Richesses: revue de Théories mathématiques de la richesse sociale par Léon Walras et Recherches sur les principes mathématiques de la théorie des richesses par Augustin Cournot, 1883, en Journal des Savants
- Thermodynamique, 1887.
- Leçons sur la théorie mathématique de l’électricité, 1890
- Eloges Academiques, 1902